# Greeneothallus gemmiparus
Greeneothallus gemmiparus är en bladmossart som beskrevs av Gabriela Gustava Hässel de Menéndez. Greeneothallus gemmiparus ingår i släktet Greeneothallus och familjen Pallaviciniaceae. Inga underarter finns listade i Catalogue of Life.